# Après (Un voyage dans le Rwanda)
Après (Un voyage dans le Rwanda) es una película del año 2005.

## Sinopsis
Après, es un viaje, cerca de diez años después, a Ruanda. El cineasta viaja solo con su cámara, con la idea de que no conoce nada, que tiene todo por descubrir, que la película se iba a construir en un encuentro con el país, su pueblo y su historia. Así es “Aprés”: primero, la realidad de lo inconcebible tal como los supervivientes pueden reconstruir con sus relatos, y después los huérfanos que practican danzas tradicionales y su mentor, Deo, superviviente también, que nos conduce a su colina natal a encontrarnos con los viejos. Nos hacen remontar la historia de una civilización, de un pueblo de ganaderos y agricultores. Y ya siempre con Deo, compañero intérprete, pasador entre dos mundos, la película avanza hacia prisioneros del genocidio y una boda casi inquietante. Un viaje como un hilo que se tensa, porque viajar a Ruanda es aceptar dejarse llevar por los retos de una exigencia, una sola, la de comprender.